# Haikyu!!
Haikyu!! (jap. ハイキュー！！ Haikyū!!) – shōnen-manga autorstwa Haruichiego Furudate, ukazywana na łamach magazynu „Shūkan Shōnen Jump” wydawnictwa Shūeisha od 20 lutego 2012 do 20 lipca 2020.
Na podstawie mangi powstała light novel, dwa spin-offy oraz telewizyjny serial anime wyprodukowany przez studio Production I.G, który obejmuje 4 sezony, 5 odcinków specjalnych OVA i 4 filmy kompilacyjne. Ponadto powstały trzy gry komputerowe – dwie wydane na konsolę Nintendo 3DS oraz jedna na urządzenia z systemem Android oraz iOS.
W Polsce prawa do dystrybucji mangi nabyło wydawnictwo Studio JG, natomiast premiera odbyła się 6 maja 2022.

## Fabuła
Shōyō Hinata, uczeń gimnazjum o niskim wzroście, nabrał sympatii do siatkówki po obejrzeniu meczu o mistrzostwo kraju w telewizji, w którym grało liceum Karasuno. Jeden z zawodników drużyny, który nazywany był „małym gigantem” i mimo niskiego wzrostu potrafił bardzo wysoko skakać, przykuł uwagę Shōyō. Niewielki fragment meczu sprawił, że postanowił podążać jego krokami. Rozpoczął trening siatkówki i bardzo starał się dostać do liceum Karasuno, aby stanąć na tym samym boisku, co jego idol. Mimo że w gimnazjum Shōyō nie miał męskiego klubu siatkarskiego, udało mu się skompletować zespół w ostatnim roku nauki i wystąpić w swoim pierwszym turnieju. Niestety, w pierwszym meczu natrafili na drużynę, do której należał Tobio Kageyama, okrzyknięty przez wielu „królem boiska” w dziedzinie siatkówki. Po sromotnej i miażdżącej przegranej drużyny Yukigaoka, Tobio stał się jego rywalem i motywacją do jeszcze cięższej pracy tak, żeby w następnym meczu mógł go pokonać i udowodnić swoją wyższość. Po rozpoczęciu nauki w liceum Karasuno okazuje się, że jego rywal też należy do tej samej drużyny, co Shōyō. Zostaje wówczas okrzyknięta przez kibiców mianem „upadłych tytanów” lub „bezskrzydlatych kruków” i drużyna poszukuje umiejętności, a także wymaga od Shōyō oraz Tobio zaprzestania częstych kłótni i współpracy w zespole.

## Publikacja serii
Seria zadebiutowała początkowo w formie one-shotu, który opublikowany został 8 stycznia 2011 w magazynie „Shōnen Jump NEXT”, a następnie 25 kwietnia w numerze 18/2011 „Shūkan Shōnen Jump”. Pierwszy rozdział mangi został opublikowany 20 lutego 2012 (numer 10/2012). Razem opublikowano 402 rozdziały, które zostały skompilowane do 45 tankōbonów, które wydawane były nakładem wydawnictwa Shūeisha od 4 czerwca 2012 do 4 listopada 2020.
9 października 2015 podczas trwającego New York Comic Conu, wydawnictwo Viz Media ogłosiło, że nabyło licencję na wydawanie mangi w Stanach Zjednoczonych. Pierwszy tom został wydany 5 lipca 2016, natomiast ostatni – 3 sierpnia 2021.
28 października 2019 w numerze 48/2019 podano do wiadomości, że wraz z opublikowaniem rozdziału 370 manga weszła w ostatni wątek fabularny.
Wraz z wydaniem rozdziału 380 (opublikowanego w numerze 8/2020 wydanym 20 stycznia 2020), Haikyu!! stało się największą serią mang sportowych publikowanych na łamach „Shūkan Shōnen Jump” pod względem ilości opublikowanych rozdziałów, wyprzedzając Tennis no ōjisama (379 rozdziałów).
W numerze 31/2020 (wydanym 6 lipca 2020) poinformowano, że ostatni wątek mangi osiągnął punkt kulminacyjny. Wcześniej jednak, 3 lipca pojawiły się podejrzenia, że serializacja mangi zakończy się w lipcu 2020. Wszystkie z nich zostały potwierdzone 13 lipca, wraz z wydaniem numeru 32/2020, w którym również podano do wiadomości, że ostatni, 402. rozdział ukaże się 20 lipca (numer 33-34/2020).
20 lutego 2022 (numer 12/2022) z okazji 10. rocznicy mangi zapowiedziano wydanie one-shotu, którego akcja rozgrywać się będzie w 2022 roku. 18 kwietnia w numerze 20/2022 podano do wiadomości, że premiera będzie miała miejsce w następnym numerze magazynu (25 kwietnia).

### Dystrybucja mangi w Polsce
18 lutego 2022 podano do wiadomości, że wydawnictwo Studio JG nabyło prawa do dystrybucji mangi w Polsce, natomiast premiera odbyła się 6 maja.

### Spin-offy

#### Let's! Haikyū!?
Pierwszy rozdział spin-offu zatytułowanego Let's! Haikyū?! (jap. れっつ！ ハイキュー!?) autorstwa Retsu został wydany 22 września 2014 w internetowym serwisie Shōnen Jump+, natomiast pierwszy skompilowany tankōbon wydany został 4 marca 2015. Do tej pory wydano 9 tomów (stan na 3 grudnia 2021).
3 lipca 2018, przy okazji wydania 188. rozdziału podano do wiadomości, że publikacja serii została zawieszona na czas nieokreślony. Wznowienie zostało zapowiedziane 28 września 2020, w numerze 43/2020 magazynu „Shūkan Shōnen Jump”, natomiast kolejny, 189. rozdział ukazał się 3 października.

#### Haikyū-bu!!
28 kwietnia 2019 wydawnictwo Shūeisha ogłosiło, że powstanie drugi spin-off zatytułowany Haikyū-bu!! (jap. ハイキュー部!!), autorstwa Kyōheia Miyajimy. Seria jest komedią o wysokim napięciu, która skupia się na rywalizujących szkołach. Pierwszy rozdział z tej serii został udostępniony 13 maja w internetowym serwisie Shōnen Jump+. Potem wydawnictwo Shūeisha rozpoczęło zbieranie rozdziałów do tankōbonów, który pierwszy z nich został wydany 1 listopada tego samego roku. Według stanu na 4 lipca 2022, wydano do tej pory 7 tomów.

## Adaptacje

### Light novel
4 czerwca 2013 w sprzedaży ukazał się pierwszy tom light novel zatytułowanej Haikyū!! Shōsetsu-ban!! (jap. ハイキュー!! ショーセツバン!!), współtworzona z Kiyoko Hoshi. Według stanu na listopad 2020, wydano 13 tomów.

### Anime

#### Haikyū!!
22 września 2013 pojawił się plakat promocyjny, na którym pojawiła się informacja, że seria doczeka się adaptacji w formie telewizyjnego serialu anime, którego premiera zaplanowana została na wiosnę 2014. Ponadto poinformowano, że za produkcję wykonawczą odpowiadać będzie studio Production I.G. 4 października tego samego roku doprecyzowano datę premiery, tym razem na kwiecień 2014. 20 stycznia 2014 ogłoszono, że anime emitowane będzie na antenach MBS oraz TBS. 19 lutego przy okazji ogłoszenia utworów, które zostaną wykorzystane w openingu i endingu podano komunikat, że premiera anime odbędzie się 6 kwietnia. Ostatni, 25. odcinek anime został wyemitowany 21 września. Kolejne odcinki emitowane były w każdą niedzielę o 17.00 (czasu japońskiego JST).

#### Haikyū!! Second Season
19 grudnia 2014 w numerze 4-5/2015 magazynu „Shūkan Shōnen Jump” ogłoszono, że anime otrzyma drugi sezon. 21 maja 2015 podano do wiadomości, że premiera odbędzie się w październiku na antenach MBS, Tokyo MX, CBC i BS11. 29 sierpnia w numerze 40/2015 magazynu „Shūkan Shōnen Jump” podano informację, że odcinki emitowane będą premierowo na antenie MBS w każdy piątek o 26.58 (czasu japońskiego JST), a z kolei 28 września produkcja ogłosiła, że premiera drugiego sezonu będzie miał premierę 3 października 2015. Dwa dni później na oficjalnej stronie anime pojawiła się informacja, że drugi sezon składać się będzie z 25 odcinków (podobnie jak pierwszy sezon). Ostatni, 25. odcinek został wyemitowany 26 marca 2016.

#### Haikyū!! Karasuno Kōkō VS Shiratorizawa Gakuen Kōkō
16 marca 2016 w numerze 16/2016 magazynu „Shūkan Shōnen Jump” podano informację, że anime doczeka się trzeciego sezonu, natomiast 26 marca podczas festiwalu AnimeJapan 2016 został wywieszony plakat z informacją, że premiera odbędzie się jesienią. 13 czerwca na oficjalnej stronie anime doprecyzowana została data premiery, tym razem na październik, natomiast 25 sierpnia w numerze 39/2016 magazynu „Shūkan Shōnen Jump” podano informację, że premiera odbędzie się 7 października na antenach MBS i TBS, CBC, RKB Mainichi Broadcasting, HBC, TBC oraz na kanałach BS-TBS. Wcześniej, 19 sierpnia poinformowano, że trzeci sezon będzie liczyć zaledwie 10 odcinków. Ostatni, 10. odcinek sezonu został wyemitowany 9 grudnia. Kolejne odcinki emitowane były premierowo na antenie TBS w piątki o 25.55 (czasu japońskiego JST).

#### Haikyū!! To The Top
22 grudnia 2018 podczas festiwalu Jump Festa '19 ogłoszono, że otrzyma nową serię anime, jednak produkcja podkreśliła, że specyficznie nie nazywa tego czwartym sezonem. Ponadto zapowiedziano wydarzenie kick-off, które odbyło się 22 września 2019 w amfiteatrze Maihama.
18 sierpnia 2019 podczas wydarzenia Haikyū!! no hi zenjitsu-sai ogłoszono, że premiera czwartego sezonu anime odbędzie się w styczniu 2020 na antenie MBS i TBS w paśmie Super Animeism. Ponadto zostały zapowiedziane dwa nowe odcinki OVA: Riku VS Kū (jap. 陸VS空) oraz Ball no „Michi” (jap. ボールの"道"), które zostały pokazane podczas Jump Festa '20 (21–22 grudnia 2019), a potem wydane 22 stycznia 2020 na Blu-ray i DVD. 10 stycznia 2020 oba odcinki zostały udostępnione na platformie Crunchyroll na 12 dni przed oficjalną, japońską premierą.
Podczas wydarzenia kick-off Haikyū!! Shin Series Kickoff Event ~Zenkoku Orange taikai Court e no michi~, które odbyło się 22 września, ogłoszono, że czwarty sezon będzie zatytułowany Haikyū!! To The Top (jap. ハイキュー!! To The Top). 18 listopada za pośrednictwem oficjalnej strony internetowej zespołu Burnout Syndromes, na której ogłoszono tytuł utworu, który zostanie wykorzystany w openingu podano do wiadomości, że premiera odbędzie się dokładnie 10 stycznia 2020. 29 listopada produkcja ogłosiła, że czwarty sezon zostanie podzielony na dwie połowy: Pierwsza z nich emitowana była od 10 stycznia do 3 kwietnia 2020 i składała się z 13 odcinków, które emitowane były w każdy piątek o 25.25 (czasu japońskiego JST) na antenach MBS i TBS w paśmie Super Animeism. Dzień po premierze pierwszego odcinka czwartego sezonu na oficjalnej stronie anime podano informację, że sezon składać się będzie z 25 odcinków.
Premiera drugiej połowy (składającej się z pozostałych 12 odcinków) planowana była pierwotnie na lipiec 2020, jednak 22 maja za pośrednictwem oficjalnej strony internetowej anime produkcja podała do wiadomości, że premiera została opóźniona bezterminowo. Produkcja uzasadniła tę decyzję „uwagą poświęconą środkom bezpieczeństwa przeciw rozprzestrzenianiu się pandemii COVID-19”. 13 lipca w numerze 32/2020 magazynu „Shūkan Shōnen Jump” ogłoszony został nowy termin premiery, tym razem datowany na październik, a odcinki emitowane będą na antenach MBS, TBS oraz BS-TBS w paśmie Animeism. 16 sierpnia doprecyzowana została data premiery drugiej połowy, tym razem datowana na 2 października. Ponadto podano do wiadomości, że odcinki będą emitowane premierowo na antenach MBS i TBS w każdy piątek o 26.25 (czasu japońskiego JST). 15 września na oficjalnej stronie internetowej została opublikowana informacja, że druga połowa emitowana będzie również na antenach CBC (od 6 października) oraz IBC (od 13 października) w każdy wtorek. Ostatni odcinek sezonu wyemitowany został 18 grudnia.

#### Emisja poza Japonią
Poza Japonią, anime było emitowane również na Filipinach, w Hiszpanii, Niemczech i we Francji. Ponadto odcinki dostępne są w wybranych krajach na platformach Crunchyroll oraz Netflix.

#### Muzyka
| Seria   | Odcinki | Tytuł                                                        | Wykonawca              | Źródło  |
| Opening | Opening | Opening                                                      | Opening                | Opening |
| ------- | ------- | ------------------------------------------------------------ | ---------------------- | ------- |
| 1.      | 1–13    | „Imagination” (jap. イマジネーション Imajinēshon)            | Spyair                 | [ 75 ]  |
| 1.      | 15–25   | „Ah Yeah!!”                                                  | Sukima Switch          | [ 76 ]  |
| 2.      | 1–14    | „I'm a Believer” (jap. アイム・ア・ビリーバー Aimu a Birībā) | Spyair                 | [ 77 ]  |
| 2.      | 15–25   | „FLY HIGH!!”                                                 | Burnout Syndromes      | [ 78 ]  |
| 3.      | 3.      | „Hikariare” (jap. ヒカリアレ)                                | Burnout Syndromes      | [ 79 ]  |
| 4.      | 1–13    | „PHOENIX”                                                    | Burnout Syndromes      | [ 80 ]  |
| 4.      | 14–25   | „Toppakō” (jap. 突破口)                                      | Super Beaver           | [ 81 ]  |
| Ending  |         |                                                              |                        |         |
| 1.      | 1–13    | „Tenchi Gaeshi” (jap. 天地ガエシ)                            | NICO Touches the Walls | [ 75 ]  |
| 1.      | 15–25   | „LEO”                                                        | tacica                 | [ 76 ]  |
| 2.      | 1–14    | „Climber” (jap. クライマー Kuraimā)                          | Galileo Galilei        | [ 82 ]  |
| 2.      | 15–25   | „Hatsunetsu” (jap. 発熱)                                     | tacica                 | [ 83 ]  |
| 3.      | 3.      | „Mashi Mashi” (jap. マシマシ)                                | NICO Touches the Walls | [ 79 ]  |
| 4.      | 1–13    | „Kessen Spirit” (jap. 決戦スピリット Kessen Supiritto)       | ChiCO / HoneyWorks     | [ 80 ]  |
| 4.      | 14–24   | „One Day”                                                    | Spyair                 | [ 84 ]  |
| 4.      | 25      | „Imagination” (jap. イマジネーション Imajinēshon)            | Spyair                 | [ 85 ]  |

#### Odcinki OVA
Odcinki OVA były wydawane po emisji poszczególnych sezonów w telewizji. Pierwszy z nich, zatytułowany Lev kenzan! (jap. リエーフ見参！ Riēfu kenzan!), został po raz pierwszy pokazany 9 listopada 2014 podczas festiwalu Jump Festa '14, a następnie wydany 4 marca 2015 na DVD jako dodatek do edycji specjalnej tomu 15 mangi.
Drugi odcinek, nazwany VS Akaten (jap. VS赤点), pokazany został po raz pierwszy 3 listopada 2015, a następnie wydany na DVD 2 maja 2016 jako dodatek do edycji specjalnej tomu 21. Odcinek ten jest rozszerzeniem akcji pierwszych odcinków drugiego sezonu anime.
Trzeci odcinek, zatytułowany Tokushū! Harukō Volley ni kaketa seishun (jap. 特集！春高バレーに賭けた青春 Tokushū! Harukō barē ni kaketa seishun) został wydany 4 sierpnia 2017 jako dodatek do edycji specjalnej tomu 27. Zawiera reportaże z zawodnikami drużyny z liceum Karasuno oraz akademii Shiratorizawa.
Kolejne dwa odcinki OVA, zatytułowane kolejno Riku VS Kū (jap. 陸VS空) oraz Ball no „Michi” (jap. ボールの"道" Bōru no „Michi”), zostały pokazane 21 grudnia 2019 podczas festiwalu Jump Festa '20, a potem wydane 22 stycznia 2020 na Blu-ray i DVD. Odcinki stanowią kontynuację fabuły z mangi i uzupełniają lukę pomiędzy trzecim a czwartym sezonem anime.

#### Spis serii
| Seria           | Seria                                    | Podtytuł                                   | Podtytuł                                         | Odcinki                                                                                    | Odcinki                                                                                    | Premiera serii                                                                             | Finał serii                                                                                |
| Seria           | Seria                                    | Rōmaji                                     | Kanji                                            | Odcinki                                                                                    | Odcinki                                                                                    | Premiera serii                                                                             | Finał serii                                                                                |
| --------------- | ---------------------------------------- | ------------------------------------------ | ------------------------------------------------ | ------------------------------------------------------------------------------------------ | ------------------------------------------------------------------------------------------ | ------------------------------------------------------------------------------------------ | ------------------------------------------------------------------------------------------ |
|                 | 1.                                       | –                                          | –                                                | 1–25 (25)                                                                                  | 1–25 (25)                                                                                  | 6 kwietnia 2014                                                                            | 21 września 2014                                                                           |
| OVA             | Lev kenzan!                              | リエーフ見参！                             | 9 listopada 2014 (Jump Festa) 4 marca 2015 (DVD) | 9 listopada 2014 (Jump Festa) 4 marca 2015 (DVD)                                           | 9 listopada 2014 (Jump Festa) 4 marca 2015 (DVD)                                           | 9 listopada 2014 (Jump Festa) 4 marca 2015 (DVD)                                           |                                                                                            |
|                 | 2.                                       | Second Season                              | セカンドシーズン                                 | 26–50 (25)                                                                                 | 26–50 (25)                                                                                 | 3 października 2015                                                                        | 26 marca 2016                                                                              |
| OVA             | VS Akaten                                | VS赤点                                     | 3 listopada 2015 (Jump Festa) 2 maja 2016 (DVD)  | 3 listopada 2015 (Jump Festa) 2 maja 2016 (DVD)                                            | 3 listopada 2015 (Jump Festa) 2 maja 2016 (DVD)                                            | 3 listopada 2015 (Jump Festa) 2 maja 2016 (DVD)                                            |                                                                                            |
|                 | 3.                                       | Karasuno Kōkō VS Shiratorizawa Gakuen Kōkō | 烏野高校VS白鳥沢学園高校                         | 51–60 (10)                                                                                 | 51–60 (10)                                                                                 | 7 października 2016                                                                        | 9 grudnia 2016                                                                             |
| OVA             | Tokushū! Harukō Volley ni kaketa seishun | 特集！春高バレーに賭けた青春               | 4 sierpnia 2017                                  | 4 sierpnia 2017                                                                            | 4 sierpnia 2017                                                                            | 4 sierpnia 2017                                                                            |                                                                                            |
|                 | OVA                                      | Riku VS Kū                                 | 陸VS空                                           | 21 grudnia 2019 (Jump Festa) 10 stycznia 2020 (Crunchyroll) 22 stycznia 2020 (DVD/Blu-ray) | 21 grudnia 2019 (Jump Festa) 10 stycznia 2020 (Crunchyroll) 22 stycznia 2020 (DVD/Blu-ray) | 21 grudnia 2019 (Jump Festa) 10 stycznia 2020 (Crunchyroll) 22 stycznia 2020 (DVD/Blu-ray) | 21 grudnia 2019 (Jump Festa) 10 stycznia 2020 (Crunchyroll) 22 stycznia 2020 (DVD/Blu-ray) |
| Ball no „Michi” | OVA                                      | ボールの"道"                               |                                                  | 21 grudnia 2019 (Jump Festa) 10 stycznia 2020 (Crunchyroll) 22 stycznia 2020 (DVD/Blu-ray) | 21 grudnia 2019 (Jump Festa) 10 stycznia 2020 (Crunchyroll) 22 stycznia 2020 (DVD/Blu-ray) | 21 grudnia 2019 (Jump Festa) 10 stycznia 2020 (Crunchyroll) 22 stycznia 2020 (DVD/Blu-ray) | 21 grudnia 2019 (Jump Festa) 10 stycznia 2020 (Crunchyroll) 22 stycznia 2020 (DVD/Blu-ray) |
| 4.              | To The Top                               | To The Top                                 | 61–85 (25)                                       | 61–73 (13)                                                                                 | 10 stycznia 2020                                                                           | 3 kwietnia 2020                                                                            |                                                                                            |
| 4.              | To The Top                               | To The Top                                 | 61–85 (25)                                       | 74–85 (12)                                                                                 | 2 października 2020                                                                        | 18 grudnia 2020                                                                            |                                                                                            |

### Filmy

#### Filmy kompilacyjne
Uzupełniające filmy kompilacyjne zostały wydane po emisji telewizyjnej. W 2015 roku ukazały się pierwsze dwa filmy kompilacyjne. Pierwszy z nich – Gekijō-ban Haikyū!! Owari to hajimari (jap. 劇場版　ハイキュー!! 終わりと始まり) miał premierę 3 lipca 2015, zaś drugi –Gekijō-ban Haikyū!! Shōsha to haisha (jap. 劇場版　ハイキュー!! 勝者と敗者) – 18 września tego samego roku. Kolejne dwa filmy kompilacyjne zostały zapowiedziane na wrzesień 2017 po emisji trzeciego sezonu w 2016 roku. Oba filmy zostały wydane we wrześniu: pierwszy z nich Haikyū!! Sainō to Sense (jap. ハイキュー!! 才能とセンス Haikyū!! Sainō to sensu) 15 września, zaś drugi Haikyū!! Concept no tatakai (jap. ハイキュー!! コンセプトの戦い Haikyū!! Konseputo no tatakai) – 29 września.

#### Gekijō-ban Haikyū!! FINAL
13 sierpnia 2022 podczas wydarzenia z okazji 10. rocznicy mangi ogłoszono, że seria otrzyma dwuczęściowy film pod tytułem Gekijō-ban Haikyū!! FINAL (jap. 劇場版「ハイキューFINAL」).

## Animacja poklatkowa
4 września 2019 przy okazji premiery 39. tomu mangi, została zapowiedziana 10-odcinkowa adaptacja w technice animacji poklatkowej, która została wydana na DVD 4 marca 2020 jako dodatek do edycji specjalnej 42. tomu mangi. Produkcja adaptacji trwała 3 lata i 3 miesiące (od czerwca 2016 do września 2019).

## Radio

### Radio drama
W dniach 2–30 listopada 2012, w ramach serii Sakiyomi Shan BANG! (jap. サキよみ シャンBANG!) emitowanej na antenie TV Tokyo, seria Haikyu!! doczekała się swojej audycji radiowej typu radio drama.

### Haikyū!! Karasuno Kōkō hōsō-bu!
Od 6 kwietnia 2014 na oficjalnej stronie serii nadawana jest internetowa audycja radiowa zatytułowana Haikyū!!: Karasuno Kōkō hōsō-bu! (jap. ハイキュー!! 烏野高校放送部!). Każde kolejne wydania publikowane są w niedziele co dwa tygodnie. Głównymi prowadzącymi audycji są: Ayumu Murase (Shōyō Hinata) oraz Kaito Ishikawa (Tobio Kageyama).

## Gry komputerowe

### Haikyū!! Tsunage! Itadaki no keshiki
2 lipca 2014 Bandai Namco Games poinformowało, że na podstawie serii powstanie gra Haikyū!! Tsunage! Itadaki no keshiki!! (jap. ハイキュー!! 繋げ! 頂の景色!!). Została wydana 25 września tego samego roku na konsolę Nintendo 3DS.

### Haikyū!! Cross team match!
7 października 2015 w numerze 46/2015 magazynu „Shūkan Shōnen Jump” podano do wiadomości, że seria doczeka się drugiej gry na konsolę Nintendo 3DS zatytułowanej Haikyū!! Cross team match! (jap. ハイキュー!! Cross team match!), która została wydana 3 marca 2016.

### Haikyū!! Donpishamatch!!
31 marca 2016 na łamach numeru 26/2016 magazynu „Shūkan Shōnen Jump” poinformowano, że Haikyū!! otrzyma grę na urządzenia z systemem Android oraz iOS zatytułowaną Haikyū!! Donpishamatch!! (jap. ハイキュー!! ドンピシャマッチ!!). Premiera odbyła się 5 sierpnia tego samego roku. 5 września 2018 producent Bandai Namco Entertainment podał do wiadomości, że 6 listopada zostaną wyłączone wszystkie usługi w grze.

### Nowa gra mobilna
14 maja 2021 ogłoszono, że G Holdings nabyło prawa do produkcji gry mobilnej, opartej na telewizyjnym serialu anime. Według zapowiedzi gra będzie posiadać wątek fabularny oraz super deformowane postacie.

### Udział w innych grach
Shōyō Hinata pojawił się jako postać drugoplanowa w grze J-Stars Victory VS (jap. ジェイスターズ ビクトリーバーサス Jei Sutāzu Bikutorī Bāsasu) wydanej na PlayStation 3, PlayStation 4 oraz PlayStation Vita.

## Przedstawienie teatralne
W numerze 17/2015 magazynu „Shūkan Shōnen Jump” (wydanym 19 marca 2015) ogłoszono, że manga Haikyu!! otrzyma serię przedstawień teatralnych pod tytułem Hyper Projection Engeki „Haikyū!!” (jap. ハイパープロジェクション演劇「ハイキュー!!」 Haipā Purojekushon Engeki „Haikyū!!”). 7 lipca poinformowano, że pierwsze przestawienie odbędzie się 14 listopada. W ramach serii przedstawiane są wybrane rozdziały z mangi, a przedstawienia odbywają się w kilku miastach Japonii w okresie wiosennym oraz jesiennym.

## Odbiór
Seria spotkała się z ogólnie pozytywnym odbiorem. W maju 2013 seria sprzedała się w nakładzie ponad 2 milionów egzemplarzy, w styczniu 2018 – ponad 28 milionów, w kwietniu 2019 – 34 miliony, w maju 2020 – 38 milionów, natomiast w listopadzie 2020 – 50 milionów. Pierwszy tom mangi zajął 22. miejsce na listach Tohan w okresie 4–10 czerwca 2012, drugi – 18. miejscu w okresie 6–12 sierpnia 2012, zaś trzeci – 18. miejscu w okresie 8–14 października 2012.
W 2015 roku seria zajęła 6. miejsce w rankingu najchętniej kupowanych mang w Japonii według serwisu Oricon, zaś w 2019 roku – 8. miejsce.
W listopadzie 2019 serwis Polygon uznał Haikyu!! za jeden z najlepszych seriali anime lat 2010., z kolei Crunchyroll oraz IGN umieścili serię na swoich listach najlepszych anime lat 2010.
Profesjonalna siatkarka Kim Yeon-koung na swoim kanale na YouTube chwaliła dokładność serialu anime, oznajmując, że twórca mangi stanął na wysokości zadania w kwestii wiedzy o siatkówce.
Leroy Douresseaux z portalu Comic Book Bin pochwalił fabułę za dogłębną analizę osobistych i umysłowych zmagań, a także zmagań sportowych, zwracając uwagę na jej szczególne skupienie się na dramacie postaci i dynamice zespołu poza siatkówką.

## Nagrody i wyróżnienia
| Rok  | Nazwa                                          | Kategoria              | Nominowany      | Rezultat   | Źródło          |
| ---- | ---------------------------------------------- | ---------------------- | --------------- | ---------- | --------------- |
| 2013 | Zenkoku shoten'in ga eranda osusume Comic 2013 | manga                  | Haikyu!!        | 4. miejsce | [ 131 ] [ 132 ] |
| 2016 | Nagroda Shōgakukan Manga                       | shōnen-manga           | Haikyu!!        | Wygrana    | [ 133 ]         |
| 2016 | IGN Summer Movie Awards                        | najlepszy serial anime | Haikyu!!        | Nominacja  | [ 134 ]         |
| 2021 | Crunchyroll Anime Awards                       | najlepszy chłopiec     | Shōyō Hinata    | Wygrana    | [ 135 ]         |
| 2021 | Crunchyroll Anime Awards                       | najlepszy protagonista | Shōyō Hinata    | Nominacja  | [ 135 ]         |
| 2021 | Crunchyroll Anime Awards                       | najlepszy opening      | utwór „PHOENIX” | Nominacja  | [ 135 ]         |
| 2021 | Manga Sōsenkyo                                 | manga                  | Haikyu!!        | 8. miejsce | [ 136 ]         |